# Een dagje naar het strand
Een dagje naar het strand is een Nederlandse speelfilm uit 1984 van Theo van Gogh, naar de gelijknamige roman van Heere Heeresma. De muziek bij de film werd gemaakt door Willem van Ekeren.
Hetzelfde boek is ook verfilmd met een scenario van Roman Polanski in de film A Day at the Beach in 1970.

## Verhaal
Bernard neemt zijn dochter Walijne mee voor een dagje naar het Scheveningse strand, maar zijn drankprobleem blijkt uiteindelijk de factor die de dag niet tot het succes maakt dat het had moeten zijn.

## Rolverdeling
| Acteur         | Personage           |
| -------------- | ------------------- |
| Cas Enklaar    | Bernard             |
| Tara Fallaux   | Walijne             |
| Helen Hedy     | Medusa              |
| Emile Fallaux  | Carl                |
| Jojet Mulder   | de vrouw in de lift |
| Henk Laan      | Louis               |
| Bill Wiggers   | Lelieveld           |
| Hans Franzen   | visser              |
| Iet van Ringen | vrouw               |
| Heere Heeresma | verteller           |